# آردنس (فیلم)
آردنس (آلمانی: D'Ardennen) فیلمی در ژانر درام است که در سال ۲۰۱۵ منتشر شد. از بازیگران آن می‌توان به فیرلی باتنس اشاره کرد.

## خلاصه داستان
دو برادر هنگام سرقت از یک خانه به دام پلیس می‌افتند، «دیو» برادرش را رها می‌کند و از صحنه فرار می‌کند اما «کنت» به زندان می‌رود. چهار سال بعد «کنت» از زندان آزاد می‌شود و متوجه تغییرات بسیاری که اطرافش رخ داده می‌شود. «دیو» سعی می‌کند تا حد ممکن به او کمک کند تا دوباره زندگی اش را سر و سامان دهد…